# 整流平均值

沒有直流分量的弦波，其平均值為零，而其整流平均值為振幅a的倍

整流平均值（ARV）為一電子工程的名詞，指一信號絕對值的平均值，也是信號經過全波整流後的平均值。
整流平均值可表示為信號絕對值積分的平均值：
{\displaystyle X_{arv}={1 \over {T}}{\int _{t_{0}}^{t_{0}+T}{|x(t)|\,dt}}}
一個沒有直流分量的對稱交流訊號，其平均值為零，因此不能用一般的平均值來描述對稱交流信號的特性，但可以用整流平均值來量化描述這類訊號的特性。整流平均值可以量測交流電壓及交流電流。
整流平均值其概念有點類似均方根（RMS）值，但若信號局部的絕對值有變化，整流平均值和均方根值的變化不會成正比。一波形整流平均值和均方根值的比值稱為波形因數{\displaystyle k_{f}}：
{\displaystyle k_{f}={\frac {RMS}{ARV}}}